# باغ‌وحش پراگ
باغ‌وحش پراگ (انگلیسی: Prague Zoo) باغ‌وحشی در شهر پراگ، جمهوری چک است. این باغ‌وحش در سال ۱۹۳۱ با هدف «پیشبرد مطالعه جانورشناسی، حفظ حیات‌وحش و آگاهی عمومی» در منطقه تروجا در شمال پراگ افتتاح شد. مساحت باغ‌وحش در سال ۲۰۱۳ بالغ بر ۵۸ هکتار (۱۴۰ جریب فرنگی) بود که ۵۰ هکتار (۱۲۰ جریب فرنگی) از آن، برای در معرض قرار دادن حیوانات و استفاده بازدید کنندگان قرار داشت، باغ‌وحش منزلگاه حدود ۵٬۰۰۰ حیوان از ۶۷۶ گونه می‌باشد که ۱۳۲ گونه از آنها در فهرست گونه‌های تهدیدشده قرار دارند.
این باغ‌وحش بر اساس رتبه‌بندی بهترین باغ‌وحش‌های جهان توسط سایت فوربس تراول گاید (Forbes Travel Guide) در سال ۲۰۰۷، جایگاه هفتم را به خود اختصاص داد و توسط سایت تریپ‌ادوایزر (TripAdvisor) به عنوان پنجمین باغ‌وحش برتر در جهان شناخته شد.